# 2000년 MTV 무비 어워드
제9회 MTV 무비 & TV 어워드는 2000년 6월 3일에 열린 시상식이다.

## 수상 및 후보

### 최고의 영화상
- 매트릭스 - 릴리 워쇼스키 수상
- 아메리칸 뷰티 - 샘 멘데스
- 아메리칸 파이 - 폴 웨이츠
- 오스틴 파워 2 - 나를 쫓아온 스파이 - 제이 로치
- 식스 센스 - M. 나이트 샤말란

### 최고의 남자배우상
- 매트릭스 - 키아누 리브스 수상
- 맨 온 더 문 - 짐 캐리
- 사랑보다 아름다운 유혹 - 라이언 필립
- 빅 대디 - 아담 샌들러
- 식스 센스 - 브루스 윌리스

### 최고의 여자배우상
- 사랑보다 아름다운 유혹 - 사라 미셀 겔러 수상
- 25살의 키스 - 드류 베리모어
- 스크림 3 - 니브 캠벨
- 더블 크라임 - 애슐리 쥬드
- 런어웨이 브라이드 - 줄리아 로버츠

### 남우신인상
- 식스 센스 - 할리 조엘 오스먼트 수상
- 아메리칸 뷰티 - 웨스 벤틀리
- 아메리칸 파이 - 제이슨 빅스
- 그린 마일 - 마이클 클락 던칸
- 애니 기븐 선데이 - 제이미 폭스

### 여우신인상
- 내가 널 사랑할 수 없는 10가지 이유 - 줄리아 스타일스 수상
- 사랑보다 아름다운 유혹 - 셀마 블레어
- 아메리칸 파이 - 섀넌 엘리자베스
- 매트릭스 - 캐리 앤 모스
- 소년은 울지 않는다 - 힐러리 스웽크

### 최고의 키스상
- 사랑보다 아름다운 유혹 - 사라 미셀 겔러 & 셀마 블레어 수상
- 25살의 키스 - 드류 베리모어 & 마이클 바턴
- 팅글 부인 가르치기 - 케이티 홈즈 & 배리 왓슨
- 소년은 울지 않는다 - 힐러리 스웽크 & 클로에 세비니

### 최고의 싸움상
- 매트릭스| - 키아누 리브스 vs 로렌스 피쉬번 수상
- 파이트 클럽 - 에드워드 노튼
- 오스틴 파워 2 - 나를 쫓아온 스파이 - 마이크 마이어스 vs 번 트로이어
- 스타워즈 에피소드 1: 보이지 않는 위험 - 리암 니슨, 이완 맥그리거 vs 레이 파크

### 최고의 악당상
- 오스틴 파워 2 - 나를 쫓아온 스파이 - 마이크 마이어스 수상
- 리플리 - 맷 데이먼
- 사랑보다 아름다운 유혹 - 사라 미셀 겔러
- 스타 워즈 에피소드 1 - 보이지 않는 위험 - 레이 파크
- 슬리피 할로우 - 크리스토퍼 월켄

### 최고의 코믹연기상
- 빅 대디 - 아담 샌들러 수상
- 아메리칸 파이 - 제이슨 빅스
- 프라이데이 2 - 넥스트 프라이데이 - 아이스 큐브
- 오스틴 파워 2 - 나를 쫓아온 스파이 - 마이크 마이어스
- 스크림 3 - 파커 포시

### 최고의 콤비상
- 오스틴 파워 2 - 나를 쫓아온 스파이 - 마이크 마이어스 & 번 트로이어 수상
- 토이 스토리 2 - 톰 행크스 & 팀 알렌
- 매트릭스 - 키아누 리브스 & 로렌스 피쉬번
- 빅 대디 - 아담 샌들러
- 식스 센스 - 브루스 윌리스 & 할리 조엘 오스먼트

### 최고의 액션장면
- 스타워즈 에피소드 1: 보이지 않는 위험 - 포드 레이스 장면 수상
- 블레어 윗치 - 결말
- 매트릭스 - 지붕/헬리콥터 장면
- 미이라 - 모래 괴물 장면

### 최고의 뮤지컬 퍼포먼스
- 사우스 파크 - 맷 스톤 & 트레이 파커 수상
- 리플리 - 맷 데이먼, 주드 로 & 피오렐로
- 내가 널 사랑할 수 없는 10가지 이유 - 히스 레저
- 오스틴 파워 2 - 나를 쫓아온 스파이 - 마이크 마이어스 & 번 트로이어

### 신인 제작자상
- 존 말코비치 되기 - 스파이크 존즈 수상